# Niphargus hadzii
Niphargus hadzii là một loài giáp xác thuộc họ Niphargidae. Nó là loài đặc hữu của Slovenia.